# Karl Friedrich Stäudlin
Karl Friedrich Stäudlin, född den 25 juli 1761 i Stuttgart, död den 5 juli 1826, var en tysk protestantisk teolog.
Han studerade teologi i Tübingen och var från 1790 professor i teologi vid universitetet i Göttingen, där han 1803 utnämndes till konsistorialråd.
Stäudlin var en framträdande företräde för kantianismen och känd som försvarare för den rationella supranaturalismen. Hans mest kända verk rör fälten kyrkohistoria, moralteologi och --filosofi.